# Ка-у

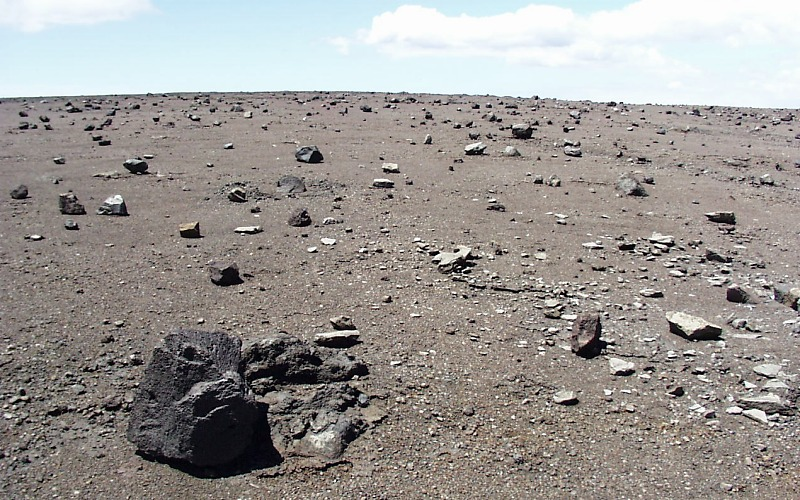
Пустеля Ка-у

Ка-у (англ. Kaʻū Desert) — пустеля, розташована на Великому острові Гавайського архіпелагу, в районі вулкана Кілауеа.
Складається з застиглої лави, вулканічного попелу, піску та гравію.

## Клімат
За рік в пустелі випадає близько 1000 мм опадів. Проте ці опади містять значну кількість діоксиду сірки з вулканічних випарів, що призводить до випадання кислотних дощів. Через це в пустелі відсутня будь-яка рослинність.